# علی‌شیر عثمانف
علی‌شیر عثمانُف (به ازبکی: Алишер Усмонов) (زادهٔ ۹ سپتامبر ۱۹۵۳) کارآفرین، بازرگان، سرمایه‌دار و مدیر ارشد اجرایی روسی زادهٔ ازبکستان است، که هم‌اکنون (۲۰۱۴) با دارایی خالص ۱۹٫۴ میلیارد دلار، ثروتمندترین فرد روسیه به‌شمار می‌آید. عثمانف مالک شرکت‌های متالواینوست و مگافون است.
در رتبه‌بندی انجام‌شده توسط مجلهٔ فورچون، در سال ۲۰۱۳ عثمانف در رتبهٔ ۲۸ از فهرست ثروتمندترین افراد جهان قرار گرفت. در دسامبر ۲۰۱۲ در فهرست میلیاردرهای شاخص بلومبرگ، عثمانف با دارایی ۱۷٫۳ میلیارد دلار، در رتبهٔ ۳۹ این فهرست جای داشت. در آوریل ۲۰۱۳ ساندی تایمز وی را به‌عنوان ثروتمندترین فرد بریتانیا معرفی کرد.
علی‌شیر عثمانف مالک شرکت متالواینوست است. این شرکت در عمل، بخش استخراج فلزات را برای شرکت گازپروم انجام می‌دهد. وی همچنین مالک انتشارات کامرسانت است، که از این طریق، کنترل تعداد زیادی روزنامه و شرکت انتشاراتیِ دیگر را در اختیار دارد. عثمانف مالک شرکت مگافون، دومین اپراتور بزرگ تلفن همراه در روسیه نیز هست.
علی‌شیر عثمانف دومین سهامدار باشگاه فوتبال آرسنال است. او همچنین حامی مالی اصلی باشگاه فوتبال دینامو مسکو به‌شمار می‌آید.

## کودکی و جوانی
علی‌شیر بورخانوویچ عثمانف، در ۹ سپتامبر ۱۹۵۳ در شهر چوست، استان نمنگان در ازبکستان زاده شد. پدر او در تاشکند، دادستان بود. علی‌شیر برای تحصیل به روسیه رفت و در سال ۱۹۷۶ در مؤسسهٔ ایالتی روابط بین‌الملل مسکو، در رشتهٔ حقوق بین‌الملل شروع به تحصیل نمود.

## دستگیری و زندان
علی‌شیر عثمانف در سال ۱۹۸۰ دستگیر و زندانی شد. به گزارش سایت سنتراسیا؛ عثمانف و دوستش که مأمور امنیتی ویژه کاگ‌ب و فرزند نایب رئیس کاگ‌ب ازبکستان بود، توسط دادگاه نظامی ارتش منطقهٔ ترکستان، به خاطر مشارکت در دریافت رشوه و اخاذی، به زندان فرستاده شدند. این سایت بیان کرده که این دو، مبلغ ۳۰ هزار روبل از یک افسر ارتش اخاذی کرده بودند. خانوادهٔ عثمانف و دوستش در نتیجهٔ این اتفاق، شغل خود را از دست دادند و عثمانف به ۸ سال کار در اردوگاه کار اجباری محکوم شد.
او به خاطر رفتار خوب و صداقت، در سال ۱۹۸۶ آزاد شد. دادگاه عالی ازبکستان در ژوئیهٔ سال ۲۰۰۰ از او اعادهٔ حیثیت کرد و اعلام نمود که این اتهام، تنها یک صحنه‌سازی جعلی بوده‌است.

## فعالیت حرفه‌ای
عثمانف بین سال‌های ۱۹۹۰ تا ۱۹۹۸ معاون مدیرعامل شرکت جی‌اس‌سی بود. او از سال ۱۹۹۴ تا ۱۹۹۵ نیز مشاور مدیر انجمن تولید هواپیمایی مسکو (ماپو) و از سال ۱۹۹۵ تا ۱۹۹۷ نایب رئیس بانک ماپو بود.
عثمانف از ۱۹۹۴ تا ۱۹۹۸ مدیرعامل شرکت اینترفین بود. او به آکادمی مدیریت مالی پیوست و در سال ۱۹۹۷ از این آکادمی مدرک بانکداری دریافت کرد.
علی‌شیر عثمانف از سال ۱۹۹۸ تا سال ۲۰۰۰ جانشین مدیرعامل شرکت گازپروم اینوست، از زیرمجموعه‌های شرکت گازپروم (بزرگ‌ترین شرکت استخراج گاز جهان و بزرگ‌ترین شرکت روسیه) که در زمینهٔ سرمایه‌گذاری فعالیت دارد، بود و سپس از سال ۲۰۰۰ تاکنون در مقام مدیرعامل این شرکت زیرمجموعه، مشغول به فعالیت است.
عثمانف در این مقام توانسته کنترل ۱۰۰٪ درصد سهام شرکت سور نفت گازپروم، که مالک بزرگ‌ترین میدان نفتی در جنوب روسیه است را، از آن خود کند و اکثریت سهام شرکت‌های زاپ‌سیب گازپروم و سیبرو، همچنین ۵۰٪ درصد سهام ستروی ترانس گاز را نیز به دست گیرد.
علی‌شیر عثمانف در حال حاضر دارای سهام در شرکت‌های مختلفی در زمینهٔ فلزات گران‌بها، سنگ آهن، فولاد، گاز طبیعی و رسانه‌های گروهی است.

## شرکت‌ها
عثمانف با مشارکت واسیلی آنیسیموف، در سال ۲۰۰۶ شرکت متالواینوست را تأسیس کرد، تا به خرید شرکت‌های مختلف در صنعت فلزات بپردازند و از طریق این شرکت، دارایی‌هایش در شرکت فلزات گازپروم را نیز مدیریت کند.
این شرکت مالک دامنهٔ وسیعی از شرکت‌های روسی، در زمینهٔ فلزات و معدن شامل میخالووسکی جی‌اوکی، مولداویا متال، شرکت فولاد اورال و غیره است. مالکیت این شرکت‌های در زمینهٔ فولاد و فلزات، علی‌شیر عثمانف را، در فهرست ۱۰ تولیدکنندهٔ برتر فولاد در روسیه قرار داده‌است.
عثمانف تنها مالک شرکت گالاقر در قبرس است، که به عنوان یک شرکت جهانی با سرمایه‌گذاری عمده در صنعت معدن و فولاد، فناوری اطلاعات، صنایع نفت و گاز، رسانه و مواد دارویی شناخته می‌شود، است.
او از سال ۲۰۰۶ سهام برخی از شرکت‌های معدن استرالیا چون مدوسا، ام‌تی گیبسون و آزتک را از طریق این شرکت خریده‌است.

## شرکت‌های رسانه‌ای
عثمانف از سال ۲۰۰۶ شروع به سرمایه‌گذاری در رسانه‌ها کرده‌است. او با تشویق دولت روسیه روزنامهٔ کامرسانت را، که قبلاً مالک آن بوریس برزووسکی بود، خرید. وی این کار را با خرید ۵۰ درصد سهام تلویزیون ورزشی روسیه در سال ۲۰۰۶ و خرید ۷۵ درصد سهام کانال تلویزیونی موسیقی روسیه، MUZ-T، در سال ۲۰۰۷ ادامه داد. عثمانف همچنین در سال ۲۰۰۸ سهام شرکت اپراتور تلفن همراه روسیه، مگافون را خریداری نمود.

## زندگی شخصی
عثمانف در دوران کودکی، به ورزش شمشیربازی علاقه‌مند شد و این علاقه، باعث شد که پدرش وی را در کلاس‌های آموزش شمشیربازی ثبت نام نماید. پس از تنها دو سال فعالیت در این رشته، به تیم ملی شمشیربازی نوجوانان و سپس جوانان اتحاد جماهیر شوروی پیوست. در همان دوره، با همسر فعلی‌اش، که او نیز در تیم ملی ژیمناستیک اتحاد جماهیر شوروی حضور داشت، آشنا شد.
علی‌شیر عثمانف در سال ۱۹۹۲ با یک مربی ژیمناستیک ریتمیک بسیار معروف، ایرینا وینر ازدواج کرد. عثمانف مسلمان و همسرش؛ ایرینا وینر یهودی است.
تنها چند روز پس از فروش نوبل دی‌ان‌ای در دسامبر ۲۰۱۴، عثمانف اعلام کرد خریدار ناشناسی که نوبل دانشمند آمریکایی، جیمز واتسون را به قیمت ۴٫۷ میلیون دلار خریداری کرده، او بوده‌است، عثمانف در مصاحبه‌ای اعلام کرد او خریدار تلفنی ناشناسی بوده که هفتهٔ گذشته مدال طلای نوبل را از حراج به قیمت ۴٫۷ میلیون دلار خریداری کرد. وی گفت به نظر من وضعیتی که یک دانشمند خارق‌العاده مجبور شود مدالی را که به خاطر دستاورد مهمش به دست آورده، به‌فروش برساند غیرقابل پذیرش است. جیمز واتسون یکی از بزرگ‌ترین زیست‌شناسان تاریخ بشریت است و جایزهٔ نوبلش به‌خاطر کشف ساختار دی‌ان‌ای به او تعلق دارد.

## حمایت‌های مالی
علی‌شیر عثمانف در دنیای کسب‌وکار به عنوان «مرد سخت روسیه» شناخته می‌شود. او که ردپای همتایان خود رومن آبراموویچ، مالک پیشین باشگاه فوتبال چلسی و آلکساندر گایداماک، مالک پیشین باشگاه فوتبال پورتسموث را دنبال می‌کند، در حال حاضر بزرگ‌ترین سهامدار باشگاه فوتبال آرسنال که به شدت به آن علاقه دارد، است. شرکت متالواینوست او همچنین در سال ۲۰۰۸ اسپانسر باشگاه فوتبال دینامو مسکو شد.

## دادگاه‌ها
در سال‌های ۱۹۹۴ تا ۱۹۹۸، عثمانف، در رأس شرکت سرمایه‌گذاری بین بانکی و مالی اینترفین، بدهی‌های گاز را جمع‌آوری کرد. در اواخر دههٔ ۱۹۹۰، عثمانف با رم ویاخیروف ملاقات کرد. گازپروم و اینترفین با ادغام تلاش‌ها و منابع مالی خود، سهام کنترلی کارخانهٔ الکترومتالورژی Oskol (OEMK) و کارخانهٔ استخراج و فرآوری لبدینسکی را به‌دست آوردند و آن‌ها را در گازمتال ادغام کردند. در سال ۲۰۰۲، عثمانف اینترفین سهام گازپروم را در این شرکت خرید و تنها سهامدار کنترل شد. در سال ۲۰۰۵، عثمانف به همراه واسیلی آنیسیموف، میخائیلوفسکی GOK را از بوریس ایوانیشویلی به دست آورد. در سال ۲۰۰۶، تمام دارایی‌های ذکر شده در متالواینوست، انیسیموف و ولادیمیر اسکوچ به همراه عثمانف (که سهام در سال ۱۹۹۹ پس از پسرش آندری اسکوچ به او منتقل شد، به مالکان مشترک آن تبدیل شدند.